# Musée Charles-Louis Philippe
Le musée Charles-Louis Philippe est un musée d'histoire abrité dans la maison natale de l'écrivain français Charles-Louis Philippe (Cérilly 1879 - Paris 1909), poète et romancier, cofondateur de La Nouvelle Revue Française et auteur notamment de Bubu de Montparnasse, Le Père Perdrix, La Mère et l’Enfant, Dans la Petite Ville.

## Description
Le musée Charles Louis Philippe se trouve à Cérilly dans le département de l'Allier. C’est une petite maison à la façade étroite, élevée sur 2 étages et encastrée entre 2 autres bâtiments, dans laquelle l'écrivain a vécu jusqu'à l'âge de 22 ans. Le musée a été créé en 1937, restauré en 1994, et est labellisé  "Musée de France"  depuis 2002 et "Maisons des Illustres"  depuis 2012. Il retrace la vie et l'œuvre de l'écrivain, documente ses échanges avec les principaux écrivains de son temps (André Gide, Léon-Paul Fargue, Valéry Larbaud, Jean Giraudoux, etc.), propose une reconstitution de l'atelier de son père, sabotier de son état, et une librairie.